# Notre Jeunesse (Péguy)
Pour les articles homonymes, voir Notre Jeunesse.
Notre jeunesse est un essai publié en juillet 1910 par Charles Péguy. Il prend place dans la série des Cahiers de la Quinzaine comme le douzième cahier de la onzième série. Péguy y développe longuement l’idée de la dégradation politique de la France après les multiples rebondissements de l'Affaire Dreyfus, avec la conviction que « tout parti vit de sa mystique (entendue au sens d’« idéal ») et meurt de sa politique ». Constatant que les années 1880-1882 sont marquées par la réforme scolaire de Jules Ferry, il fixe à la date « discriminante » de 1881 le début de « la domination du parti intellectuel » en France, parti qui a trahi l’idéal républicain, et qui méprise également les héros et les saints, selon les propres mots de Péguy. Il démontre en effet que « la République n'a pas toujours été un amas de politiciens », surtout préoccupés de faire carrière et de remporter des élections ; dans le tissu même du peuple de France, on rencontrait des êtres animés par une haute et noble idée de la République, que Péguy définit en ces termes : « La mystique républicaine, c’était quand on mourait pour la République, la politique républicaine, c’est à présent qu’on en vit ».

## Présentation
Charles Péguy a voulu consacrer le douzième Cahier de sa revue aux archives d'« une famille de républicains fouriéristes, les Milliet », écrites par Paul Milliet : ce cahier constitue la préface destinée à introduire l’ensemble de ces archives ; mais, au fil de la rédaction, la préface de Péguy est devenue une longue réponse au dixième Cahier de la même série, intitulé Apologie pour notre passé de Daniel Halévy, paru en avril 1910. En juin, Alain-Fournier annonce la publication prochaine des cahiers Milliet, et précise que « M. Charles Péguy se propose de montrer la répercussion d’événements historiques sur une famille non historique et surtout d’étudier la genèse, les modifications et la décadence de la “religion républicaine” en France ». Car il y eut en France un patriotisme républicain exceptionnel : 

« La seule force de la République, c’est que la République est plus ou moins aimée. […] Que tant d’hommes aient tant vécu et tant souffert pour la République, qu’ils aient tant cru en elle, qu’ils soient tant morts pour elle, que pour elle ils aient supporté tant d’épreuves, souvent extrêmes, […] voilà ce qui fait la légitimité d’un régime. »

— Notre Jeunesse.
Charles Péguy, en effet, dresse un bilan de son évolution, que justifie le diagnostic qu’il porte sur l’évolution de la France politique de son époque : il développe la conviction que c’est lui et les siens qui sont fidèles à l’idéal républicain et socialiste de leur jeunesse, et non les républicains et les socialistes de la classe politique ; entre autres cibles, Péguy vise Jean Jaurès, Gustave Hervé et Émile Combes, mais également Georges Sorel qui venait de publier en 1909 La Révolution dreyfusienne :

« Toute la génération intermédiaire a perdu le sens républicain, le goût de la République, l’instinct, plus sûr que toute connaissance, l’instinct de la mystique républicaine. […] Aussitôt après nous commence un autre âge, un tout autre monde, le monde de ceux qui ne croient plus à rien, qui s’en font gloire et orgueil. Aussitôt après nous commence le monde que nous avons nommé, que nous ne cesserons pas de nommer le monde moderne, le monde qui fait le malin. Le monde des intelligents, des avancés, de ceux qui savent, de ceux à qui on n’en remontre pas, de ceux à qui on n’en fait pas accroire. […] Le monde de ceux qui ne croient à rien, pas même à l’athéisme, qui ne se dévouent, qui ne se sacrifient à rien. Exactement : le monde de ceux qui n’ont pas de mystique. Et qui s’en vantent. »

— Notre Jeunesse.
Alors que son collaborateur aux Cahiers de la Quinzaine, Georges Sorel, lui exprime ses inquiétudes au sujet des abonnements dreyfusards de cette revue, après le succès du Mystère de la charité de Jeanne d’Arc, Charles Péguy marque nettement la distance qui le sépare de Sorel. Il s’applique à montrer dans Notre Jeunesse qu’il reste et restera dreyfusiste, réfutant un à un tous les arguments des anti-dreyfusards et de l’Action française ; en effet, le dreyfusisme n’est ni une affaire montée par le parti juif, ni un complot intellectuel, ni un mouvement à la solde du parti de l’étranger. Il a été corrompu par les politiques après l’affaire Dreyfus, et Charles Péguy fustige ici tout particulièrement la responsabilité culminante de Jean Jaurès et de sa « complaisance suspecte à la démagogie hervéiste ». Dans la réalité, le dreyfusisme a plutôt été, selon Péguy, un mouvement chrétien enraciné dans la tradition française. Cette tradition s’enracinait dans l’héroïsme cornélien et dans la foi chrétienne de saint Louis : « Ce que nous défendons, ce n’est pas seulement notre honneur, c’est l’honneur historique de notre peuple, tout l’honneur historique de toute notre race, l’honneur de nos aïeux, l’honneur de nos enfants. […] “Je rendrai mon sang pur comme je l'ai reçu.” C’était la règle et l’honneur et la poussée cornélienne. C’était la règle et l’honneur et la poussée chrétienne ».

## Réception
Les Cahiers de la Quinzaine enregistrèrent le désabonnement d’Alfred Dreyfus en octobre 1910. Cependant, Charles Péguy confie à son ami Joseph Lotte : « Notre Jeunesse a fait un effet prodigieux », et apporté de nouveaux abonnés à la revue.
Notre Jeunesse ne laissa personne indifférent. Charles Péguy reçut plusieurs lettres de félicitations, entre autres de Maurice Barrès, d’Alexandre Millerand, de l’auteur dramatique Edmond Sée, de l’archéologue Salomon Reinach et de Bergson. Ce dernier lui écrit le 2 décembre 1910 : « Si je n’avais pas été très fatigué et mal disposé pendant toutes ces vacances, je vous aurais écrit pour vous féliciter de votre cahier sur “la mystique et la politique”. Certains de vos jugements sont peut-être un peu sévères, mais vous n’avez rien écrit de meilleur que ce cahier, ni de plus émouvant ».
Les critiques sont venues de Michel Arnauld, qui estime que « Péguy nous expose à confondre mystique et sentimentalisme » ; Georges Guy-Grand quant à lui relève « un admirable portrait de Bernard Lazare », mais reproche à Péguy, malgré ses attaques contre l’Action française, de donner indirectement raison à Charles Maurras qui voyait dans les dreyfusistes des mystiques, des « adorateurs de nuées ». Enfin, les pages de Notre Jeunesse dans lesquelles Charles Péguy critique l’Église, « fermée à l’atelier, devenue presque uniquement la religion des riches », et qui aurait cessé selon lui, faute de charité, d’être une communion, une religion du cœur, l’ont rendu suspect pour longtemps aux autorités catholiques.